# Zarafa (pel·lícula)
Zarafa és una pel·lícula d'animació francobelga del 2012 dirigida per Rémi Bezançon i Jean-Christophe Lie. Es va estrenar a França el 8 de febrer de 2012. La història es va inspirar en una girafa històrica coneguda avui com a Zarafa. S'ha doblat al català.
La pel·lícula es basava en l'esdeveniment històric de la girafa regalada a Carles X de França per Muhàmmad Alí Paixà d'Egipte, i Rémi Bezançon va voler fer-ne una pel·lícula tan bon punt se n'havia assabentat, i també tenia ganes d'explorar el tema de l'esclavitud en una pel·lícula.
La pel·lícula va ser acusada de distorsionar els fets històrics sobre com es tractava la girafa, i el Museu Nacional d'Història Natural va crear una exposició temporal titulada The True story of Zarafa per presentar la seva pròpia versió de la història. Però sobretot va rebre comentaris positius de la crítica.